# Гулелмо Пяни
Гулелмо Пяни (на италиански: Guglielmo Piani) е италиански духовник, епископ Римокатолическата църква, апостолически делегат във Филипините от 1922 до 1948 година, а след това в Мексико до смъртта си в 1956 година.

## Биография
Роден е на 16 септември 1875 година в ломбардското градче Мартиненго.
На 15 май 1898 година е ръкоположен за свещеник в конгрегацията салезиани на Дон Боско.
На 16 декември 1821 година папа Бенедикт XV го назначава за титулярен палеополски в Памфилия епископ и за викарен епископ на архиепископията на Пуебла де Лос Анхелес в Пуебла, Мексико.
Поради тежкия конфликт между Римокатолическата църква и мексиканското правителство след Мексиканската революция, на 17 март 1922 година е назначен за титулярен драмски архиепископ и изпратен като апостолически делегат във Филипините. На 14 май 1922 година е ръкоположен за драмски архиепископ от кардинал Джовани Калиеро в съслужение със скитополския архиепископ Америко Бевилакуа и тамиатидския архиепископ Себащияу Лейте де Васконселос. На 21 април 1934 година е назначен за титулярен никозийски архиепископ.
Служението му във Филипините е прекратено в 1936 година, когато е изпратен като апостолически визитатор в Мексико, за да събере сведения за течащия конфликт между правителството и църквата. Пристига в Мексико малко след смъртта на мексиканския архиепископ Паскуал Диас и Баерто, на 19 май 1936 година и му се налага той за препоръча негов наследник. Пяни заминава за Рим и носи сведения, които карат папа Пий XI да се обърне с енциклика към мексиканските епископи, в която ги кара да заемат по-малко конфронтационни позиции.}} 
На 5 октомври 1948 година Пий XI го изпраща като апостолически визитатор в Мексико с властта на апостолически делегат. На 13 април 1951 година става апостолически делегат в страната.
Умира на 27 септември 1956 година.